# Denis Knobel

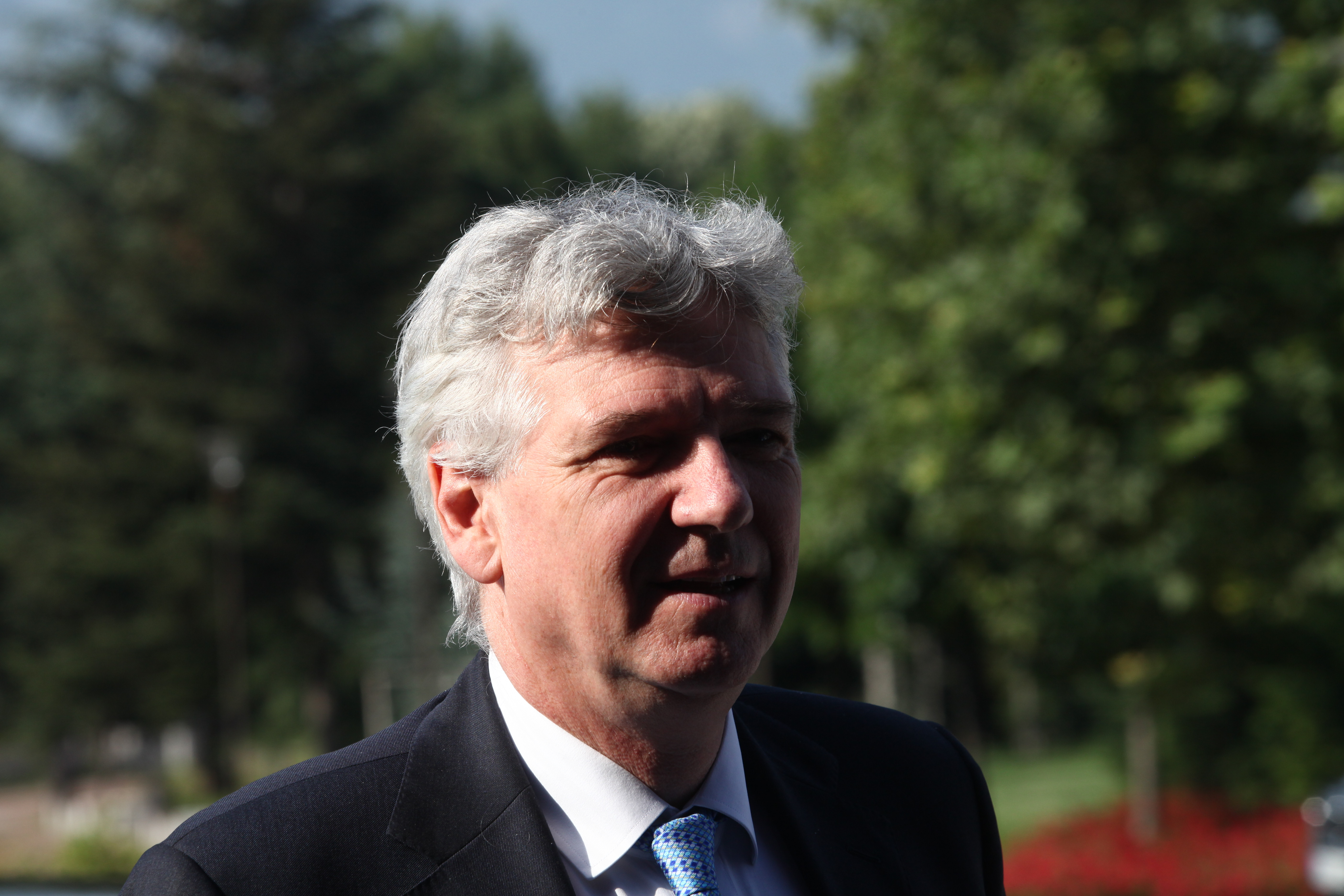
Denis Knobel (2018)

Denis Knobel (* 1961 in Lausanne) ist ein Schweizer Diplomat.

## Leben
Denis Knobel studierte Geschichte, Anthropologie, Kommunikation und Philologie an der Université de Fribourg  und arbeitete als Journalist bei einer Zeitung in Bern und bei der Freiburger Informationsagentur.
1989 trat Knobel in den Dienst des Eidgenössischen Departements für auswärtige Angelegenheiten (EDA) ein. Er arbeitete im Aufbau der multilateralen Beziehungen (UNDP, UNFPA, FAO etc.). Von 1990 bis 1991 war Knobel an der Entwicklung der Zusammenarbeit zwischen der Schweiz und Osteuropa beteiligt. Danach war er im Politischen Departement in Bern für die Entwicklung des ländlichen Raums sowie für die Evaluation des Kooperationsbüros mit Osteuropa zuständig. Seit 1994 war er in der gleichen Funktion in der Direktion für Entwicklung und Zusammenarbeit tätig. Er war unter anderem Kulturattache der Schweizer Botschaft in Rom, Italien.
2010 wurde Denis Knobel Botschafter der Schweizerischen Eidgenossenschaft in Zagreb, Kroatien. 2013 wechselte er nach Sofia, Bulgarien. Im Juli 2018 folgte er Pierre-Yves Fux als Botschafter in der Republik Slowenien sowie beim Heiligen Stuhl, dies als nichtresidierender Botschafter mit Sitz in Ljubljana.
2022 wurde eine Schweizer Botschaft beim Heiligen Stuhl mit Sitz in der römischen Via Crescenzio 97 eingerichtet und am 5. Mai 2022 von Bundespräsident Ignazio Cassis eröffnet. Im Frühjahr 2023 wechselte Denis Knobel als Schweizer Botschafter von seinem bisherigen Sitz in der slowenischen Hauptstadt Ljubljana nach Rom.
Denis Knobel, erster residierender Schweizer Botschafter am Heiligen Stuhl, wurde am 10. Juli 2023 von Papst Franziskus verabschiedet; er wechselt nach Portugal.
Knobel spricht Französisch, Italienisch, Deutsch und Englisch. Er ist verheiratet und hat zwei Kinder.